# Знаки почтовой оплаты СССР (1942)
Зна́ки почто́вой опла́ты СССР (1942) — перечень (каталог) знаков почтовой оплаты (почтовых марок), введённых в обращение дирекцией по изданию и экспедированию знаков почтовой оплаты Народного комиссариата связи СССР в 1942 году.
С января по декабрь 1942 года было выпущено 17 памятных (коммеморативных) почтовых марок. Тематика коммеморативных марок охватывала знаменательные даты, была посвящена Героям Советского Союза и Великой Отечественной войне 1941—1945 гг.

## Список коммеморативных (памятных) марок
Порядок следования элементов в таблице соответствует номеру по каталогу марок СССР (ЦФА), в скобках приведены номера по каталогу «Михель».
| № по каталогу                        | Изображение | Описание и источники                                                                        | Номинал   | Дата выпуска         | Тираж     | Художник       |
| ------------------------------------ | ----------- | ------------------------------------------------------------------------------------------- | --------- | -------------------- | --------- | -------------- |
| (ЦФА [АО «Марка»] № 821) (Mi #827A)  |             | Серия «500-летие со дня рождения Алишера Низамаддина»: - Портрет Алишера Навои, коричневая. | 0,30 руб. | 5 января 1942 года   | 3 000 000 | Иван Дубасов   |
| (ЦФА [АО «Марка»] № 821А) (Mi #827C) |             | Серия «500-летие со дня рождения Алишера Низамаддина»: - Портрет Алишера Навои, коричневая. | 0,30 руб. | 5 января 1942 года   | 3 000 000 | Иван Дубасов   |
| (ЦФА [АО «Марка»] № 822) (Mi #828)   |             | Серия «500-летие со дня рождения Алишера Низамаддина»: - Портрет Алишера Навои, лиловая.    | 1,00 руб. | 5 января 1942 года   | 1 000 000 | Иван Дубасов   |
| (ЦФА [АО «Марка»] № 823) (Mi #829)   |             | Серия «Герои Советского Союза»: - В. В. Талалихин.                                          | 0,20 руб. | 28 ноября 1942 года  | 3 000 000 | Виктор Бибиков |
| (ЦФА [АО «Марка»] № 824) (Mi #833)   |             | Серия «Герои Советского Союза»: - Н. Ф. Гастелло.                                           | 0,30 руб. | 28 ноября 1942 года  | 3 000 000 | Виктор Бибиков |
| (ЦФА [АО «Марка»] № 825) (Mi #832)   |             | Серия «Герои Советского Союза»: - Л. М. Доватор.                                            | 0,30 руб. | 28 ноября 1942 года  | 3 000 000 | Матвей Добров  |
| (ЦФА [АО «Марка»] № 826) (Mi #831)   |             | Серия «Герои Советского Союза»: - А. П. Чекалин, серо-чёрная.                               | 0,30 руб. | 28 ноября 1942 года  | 3 000 000 | Иван Дубасов   |
| (ЦФА [АО «Марка»] № 827) (Mi #830)   |             | Серия «Герои Советского Союза»: - З. А. Космодемьянская, серо-коричневая.                   | 0,30 руб. | 28 ноября 1942 года  | 3 000 000 | Иван Дубасов   |
| (ЦФА [АО «Марка»] № 828) (Mi #834)   |             | Серия «Герои Советского Союза»: - А. П. Чекалин, оливково-зелёная.                          | 1,00 руб. | 28 ноября 1942 года  | 1 000 000 | Иван Дубасов   |
| (ЦФА [АО «Марка»] № 829) (Mi #835)   |             | Серия «Герои Советского Союза»: - З. А. Космодемьянская, серо-зелёная.                      | 2,00 руб. | 28 ноября 1942 года  | 1 000 000 | Иван Дубасов   |
| (ЦФА [АО «Марка»] № 830) (Mi #836)   |             | Серия «Великая Отечественная война 1941—1945»: - Бойцы противотанковой артиллерии.          | 0,20 руб. | 30 ноября 1942 года  | 5 000 000 | А. Шапиро      |
| (ЦФА [АО «Марка»] № 831) (Mi #842)   |             | Серия «Великая Отечественная война 1941—1945»: - Бомбардировка вражеских танков.            | 0,20 руб. | 30 ноября 1942 года  | 2 000 000 | П. Староносов  |
| (ЦФА [АО «Марка»] № 832) (Mi #843)   |             | Серия «Великая Отечественная война 1941—1945»: - Подарки — фронту.                          | 0,20 руб. | 30 ноября 1942 года  | 2 000 000 | И. Лавров      |
| (ЦФА [АО «Марка»] № 833) (Mi #837)   |             | Серия «Великая Отечественная война 1941—1945»: - Связисты.                                  | 0,30 руб. | 27 декабря 1942 года | 5 000 000 | Иван Дубасов   |
| (ЦФА [АО «Марка»] № 840) (Mi #846)   |             | Серия «Великая Отечественная война 1941—1945»: - Зенитчики.                                 | 0,45 руб. | 30 ноября 1942 года  | 1 000 000 | В. Бехтеев     |
| (ЦФА [АО «Марка»] № 843) (Mi #840)   |             | Серия «Великая Отечественная война 1941—1945»: - Оборона Ленинграда.                        | 0,60 руб. | 27 декабря 1942 года | 2 000 000 | Н. Борисов     |
| (ЦФА [АО «Марка»] № 845) (Mi #841)   |             | Серия «Великая Отечественная война 1941—1945»: - Пулемётчики.                               | 1,00 руб. | 27 декабря 1942 года | 1 000 000 | Г. Захаров     |

## Комментарии
1. ↑  Коммеморативные марки — обобщённое название специальных художественных (памятных, юбилейных и других) почтовых марок. Для упрощения терминологии в случаях, когда требуется лишь подчеркнуть, что данная марка не является общеупотребляемой (то есть стандартной), под термином «коммеморативная марка» подразумевают, кроме перечисленных выше, также тематические (рисунки которых, посвящены определённой теме коллекционирования) марки. Также все упомянутые марки, объединённые термином «коммеморативная», имеют общую черту: как правило, такие марки изготовляются на высоком полиграфическом уровне[5].
2. ↑  Ниже приведён перечень памятных художественных марок (с возможностью сортировки по номиналу, тиражу и дате введения в обращение).
3. ↑  Серия «500-летие со дня рождения Алишера Низамаддина»: портрет Алишера Навои, коричневая. Глубокая печать, перфорирована: линейная зубцовка 12½ (на каждые 2 сантиметра края марки приходится 12½ зубцов), 50 (10×5) экземпляров на марочных листах. Марки печатались блоками (или группами) по (5×5) + (5×5) марок, разделённых вертикальной дорожкой с образованием в средине марочного листа гаттер-пары[1][7][8].
4. 1 2  Суммарный тираж всех разновидностей марок  (ЦФА [АО «Марка»] № 821)  (Mi #827A) и  (ЦФА [АО «Марка»] № 821А)  (Mi #827C)[1][7][8].
5. ↑  Серия «500-летие со дня рождения Алишера Низамаддина»: портрет Алишера Навои, коричневая. Глубокая печать, перфорирована: комбинированная гребенчатая зубцовка 12½:12 (на каждые 2 сантиметра края марки приходится 12½:12 зубцов), 50 (10×5) экземпляров на марочных листах. Марки печатались блоками (или группами) по (5×5) + (5×5) марок, разделённых вертикальной дорожкой с образованием в средине марочного листа гаттер-пары[1][7][8].
6. ↑  Серия «500-летие со дня рождения Алишера Низамаддина»: портрет Алишера Навои, лиловая. Глубокая печать, перфорирована: линейная зубцовка 12½ (на каждые 2 сантиметра края марки приходится 12½ зубцов), 50 (10×5) экземпляров на марочных листах. Марки печатались блоками (или группами) по (5×5) + (5×5) марок, разделённых дорожкой с образованием в средине марочного листа гаттер-пары[1][7][8].
7. ↑  Серия «Герои Советского Союза»: В. В. Талалихин, серо-синяя. Фототипия, перфорирована: линейная зубцовка 12½ (на каждые 2 сантиметра края марки приходится 12½ зубцов). В марочных листах по 100 (10×10) марок[1][7][9].
8. ↑  Серия «Герои Советского Союза»: Н. Ф. Гастелло, серо-синяя. Фототипия, перфорирована: линейная зубцовка 12½ (на каждые 2 сантиметра края марки приходится 12½ зубцов). В марочных листах по 100 (10×10) марок[1][7][9].
9. ↑  Серия «Герои Советского Союза»: Л. М. Доватор, серая. Фототипия, перфорирована: линейная зубцовка 12½ (на каждые 2 сантиметра края марки приходится 12½ зубцов). В марочных листах по 100 (10×10) марок[1][7][9].
10. ↑  Серия «Герои Советского Союза»: А. П. Чекалин, серо-чёрная. Фототипия, перфорирована: линейная зубцовка 12½ (на каждые 2 сантиметра края марки приходится 12½ зубцов). В марочных листах по 100 (10×10) марок[1][7][9].
11. ↑  Серия «Герои Советского Союза»: З. А. Космодемьянская, серо-коричневая. Фототипия, перфорирована: линейная зубцовка 12½ (на каждые 2 сантиметра края марки приходится 12½ зубцов). В марочных листах по 100 (10×10) марок[1][7][9].
12. ↑  Серия «Герои Советского Союза»: А. П. Чекалин, оливково-зелёная. Фототипия, перфорирована: линейная зубцовка 12½ (на каждые 2 сантиметра края марки приходится 12½ зубцов). В марочных листах по 100 (10×10) марок[1][7][9].
13. ↑  Серия «Герои Советского Союза»: З. А. Космодемьянская, серо-зелёная. Фототипия, перфорирована: линейная зубцовка 12½ (на каждые 2 сантиметра края марки приходится 12½ зубцов). В марочных листах по 100 (10×10) марок[1][7][9].
14. 1 2 3 4 5 6 7  Продолжение серии: январь — май 1943 года и 1 апреля
1945 года.
15. ↑  Серия «Великая Отечественная война 1941—1945»: бойцы противотанковой артиллерии, (30.XI.42) — чёрная. Памятный текст: «Смерть немецким оккупантам». Фототипия, перфорирована: линейная зубцовка 12½ (на каждые 2 сантиметра края марки приходится 12½ зубцов). В марочных листах по 100 (10×10) марок[1][2][10].
16. ↑  Серия «Великая Отечественная война 1941—1945»: бомбардировка вражеских танков, (30.XI.42) — лиловая. Памятный текст: «Смерть немецким оккупантам». Типографская печать, перфорирована: линейная зубцовка 12½ (на каждые 2 сантиметра края марки приходится 12½ зубцов). В марочных листах по 50 (10×5) марок[1][2][10].
17. ↑  Серия «Великая Отечественная война 1941—1945»: подарки — фронту, (30.XI.42) — тёмно-синяя. Типографская печать, перфорирована: линейная зубцовка 12½ (на каждые 2 сантиметра края марки приходится 12½ зубцов). В марочных листах по 50 (5×10) марок[1][2][10].
18. ↑  Серия «Великая Отечественная война 1941—1945»: связисты, (27.XII.42) — ультрамариновая. Глубокая печать, перфорирована: линейная зубцовка 12½ (на каждые 2 сантиметра края марки приходится 12½ зубцов). В марочных листах по 100 (10×10) марок[1][2][10].
19. ↑  Серия «Великая Отечественная война 1941—1945»: зенитчики (зенитный расчёт и 85-мм зенитная пушка образца 1939 года (52-К). Памятный текст: «За полный разгром немецких захватчиков»), (30.XI.42) — серо-синяя. Типографская печать, перфорирована: линейная зубцовка 12½ (на каждые 2 сантиметра края марки приходится 12½ зубцов). В марочных листах по 50 (10×5) марок[1][2][10].
20. ↑  Серия «Великая Отечественная война 1941—1945»: оборона Ленинграда, (27.XII.42) — серо-синяя. Текст на транспаранте: «Смерть немецким оккупантам». Фототипия, перфорирована: линейная зубцовка 12½ (на каждые 2 сантиметра края марки приходится 12½ зубцов). В марочных листах по 100 (10×10) марок[1][2][10].
21. ↑  Серия «Великая Отечественная война 1941—1945»: Пулемётчики, (27.XII.42) — коричневая. Памятный текст: «Разведчики Красной армии, смело действуйте в тылу у немцев». Фототипия, перфорирована: линейная зубцовка 12½ (на каждые 2 сантиметра края марки приходится 12½ зубцов). В марочных листах по 100 (10×10) марок[1][2][10].